# Верхньоподпольнинське сільське поселення
Верхньоподпольнинське  сільське поселення — муніципальне утворення в Аксайському району Ростовської області Росія.
Адміністративний центр поселення — хутір Верхньопідпільний.
Населення — 3109 осіб (2010 рік).

## Географія
Поселення розташоване на лівобережжі Дону. На півночі межує зі Старочеркасським сільським поселенням, на сході — з Багаевським районом, на півдні — з Кагальницьким районом, із заходу — з Ольгинським та Істоминським сільськими поселеннями.

## Історія
Сільрада була утворена в 1968 році.

## Адміністративний устрій
- хутір Верхньоподпольний — 1580 осіб (2010 рік),
- хутір Алітуб — 422 особи (2010 рік),
- хутір Слава Труда — 146 осіб (2010 рік),
- хутір Черюмкін — 961 особа (2010 рік).